# Falcatifolium gruezoi
Falcatifolium gruezoi — вид хвойних рослин родини подокарпових.
Вид названий на честь W.M.Cruezo, збирача типового виду.

## Опис
Дерево 4–12 м заввишки. Листки молодих рослин 7,5 см на 7 мм, ланцетні. Листки дорослих рослин в тіні розміром 3,5 см на 6–7 мм; на сонці листки, 13–20 на 3,5–6 мм, гострі, загострені, сизі. Пилкові шишки 1.7–6 см завдовжки та 1,5–3 мм в діаметрі. Насіннєві структури довжиною 2 мм; насіння 7 мм довжиною.

## Поширення, екологія
Країни поширення: Індонезія (Молукські острови, Сулавесі); Філіппіни. Різновид відкритих гірських хребтів і країв лісів на середніх і високих відмітках (від 1200 до 1800 м над рівнем моря), часто пов'язаний з Agathis borneensis, Nageia wallichiana і Sundacarpus amarus.

## Використання
Використання не зафіксовано для цього виду, але великі екземпляри можуть бути зрубані на деревину.

## Загрози та охорона
Філіппінська популяція, швидше за все, потерпає через великомасштабне знеліснення, яке трапилося там. Цей вид був описаний з матеріалу, зібраного на горі Халькон на Філіппінах. Його присутність в інших охоронних територіях є невизначеною.